# SDSS J102325.31+514251.0
SDSS J102325.31+514251.0 es un cuásar distante y muy luminoso ubicado en la constelación de la Osa Mayor. Fue descubierto en 2006 por un equipo de astrónomos chinos utilizando el telescopio Hale en el Observatorio Palomar, luego fue observado por el telescopio Sloan Digital Sky Survey en el Observatorio Apache Point en 2009. y por el telescopio primario del Observatorio Keck.  en 2015 Las mediciones de su desplazamiento al rojo sugieren una distancia de 3.670 ± 10  Mpc (~12  mil millones de años luz ) de la Tierra.

## Cuásar
SDSS J1023-5142 es uno de los quásares más luminosos y contiene uno de los agujeros negros más masivos del universo observable . Las mediciones del SDSS y KODIAQ son que la magnitud óptica absoluta es -25,14 y la infrarroja de -27,27. La causa de esta luminosidad es el principio de funcionamiento de un cuásar, un disco de acreción compuesto de gas calentado a temperaturas muy altas que envía cantidades muy altas de radiación y, debido al efecto Doppler, la radiación se observa principalmente en el infrarrojo cercano y medio.

## Agujero negro supermasivo
El gas es acelerado por un agujero negro supermasivo y luego se calienta durante la fricción entre los átomos en el disco. Midiendo la línea de emisión del hidrógeno beta y la del magnesio ionizado, los científicos pueden medir la masa del agujero negro en el centro de un cuásar con suficiente precisión, y utilizando este método, los científicos han podido estimar que la masa del agujero negro de SDSS J1023+5142 tiene ~33,1  mil millones de masas solares. La firma infrarroja del SDSS J1023+5142 sugiere que su disco de acreción se está quemando, lo que indica que el cuásar se encuentra en una fase de rápida ampliación.